# Ingrīda Amantova
Ingrīda Amantova (russisch Ингрида Амантова, transkribiert Ingrida Amantowa; * 21. Juni 1960 in Cēsis, Cēsu novads) ist eine ehemalige Rennrodlerin, die für die Sowjetunion antrat.
Amantovas größter internationaler Erfolg war der Gewinn der Bronzemedaille bei den Olympischen Winterspielen 1980 in Lake Placid. In der gleichen Saison gewann sie ihr einziges Weltcup-Rennen in Igls. Außerdem beendete sie den Rennrodel-Weltcup 1982/83 auf Rang zwei. Bei ihren zweiten Olympischen Winterspielen 1984 in Sarajevo erreichte sie den vierten Platz. Während ihrer Karriere gewann Amantova drei sowjetische Meistertitel.
Nach dem Ende ihrer aktiven Karriere arbeitete sie als Rennrodel-Trainer und Direktor der Sportschule in Sigulda. Ab 1998 war sie Mitglied des Nationalen Olympischen Komitees Lettlands.

## Erfolge

### Weltcupsiege
Einsitzer
| Nr. | Datum         | Ort            | Bahn                  |
| --- | ------------- | -------------- | --------------------- |
| 1.  | 14. Dez. 1980 | Innsbruck-Igls | Olympia Eiskanal Igls |